# Пій VI
Пій VI (лат. Pius PP. VI; в миру Анджело Онофріо Мелькіоре Натале Джованні Антоніо, граф Браскі, італ. Angelo Onofrio Melchiore Natale Giovanni Antonio Braschi; 27 грудня 1717, Чезена, Папська держава — 29 серпня 1799, Валанс, Перша французька республіка) — 250-й папа римський з 15 лютого 1775 по 29 серпня 1799.

## Життя
Анджело Онофріо Мелькіоре Натале Джованні Антоніо, граф Браскі (в повсякденному житті відомий за скороченим варіантом імені — Джананджело або Джованні Анджеліко Браскі) народився 27 грудня 1717 року в Чезені, що входила на той час до складу Папської держави, в збіднілій, проте шляхетній родині. Його батьками були граф Марко Ауреліо Томмазо Браскі та графиня Анна Тереза Банді. Він був найстаршим з восьми дітей в родині, окрім нього були ще молодші брати і сестри: Феліче Сільвестро, Джулія Франческа, Корнеліо Франческо, Марія Олімпія (стала монахинею), Анна Марія Костанца, Джузеппе Луїджі та Марія Лючія Марґеріта.
Вивчав класичну античність та право в єзуїтській колегії у Чезені, де отримав у досить молодому віці (мав лише 17 років) в 1734 році вчену ступінь доктора utroque iure (обох прав). Потім навчався в університеті Флоренції. Після навчання працював секретарем у кардинала Томмазо Руффо, з 1753 року — приватний секретар Папи Бенедикта XIV, котрий нагородив його саном каноніка Собору Святого Петра. В той час отримав пропозицію перейти в духовний стан, проте відмовився, оскільки до цього був нетривалий час одруженим. Проте, коли його колишня дружина сама прийняла чернецтво, він також прийняв священницький сан у 1758 році. Згодом був секретарем кардинала Карло Реццоніко (брата Папи Климента XIII), з 1766 року — генеральний скарбник Апостольської палати (фактично скарбник Папи Климента XIII). 26 квітня 1773 року Папа Климент XIV призначив його кардиналом, з 15 травня 1773 року — з титулярним престолом у церкві Сант Онофріо в Римі.

## Понтифікат
Обраний конклавом 15 лютого 1775 року після 174 днів засідання. Після вступу на трон Святого Петра Пій VI, всупереч забороні Інокентія XII, призначив кардиналами своїх непотів (близьких родичів) — дядька Джованні Карло Банді (29.05.1775) та брата Ромоальдо Браскі-Онесті (18.12.1786). Брат папи був проголошений князем Немі. Для свого непота папа збудував у центрі Риму, на п'яцца Навона, розкішний палац Браскі. Релігійна діяльність папи зводилася головним чином до організації чергових святкувань Ювілейного року: у 1775, 1782, 1790 і 1792. Розпуск ордена єзуїтів згубно відбився на папській адміністрації, особливо на місіонерських територіях. У 1784 році папа призначив колишнього єзуїта Джона Керолла першим єпископом у Сполучених Штатах. Принцип відокремлення церкви від держави, проголошений в американській конституції з 1787 року, дозволив католицизму вільно розвиватися в країні, де більшість населення становили протестанти.
У Європі важкою проблемою для папства було поширення етатизму і янсенізму в таких католицьких країнах як Франція та Австрія. Поширенню ідей Фебронія, засуджених Климентом XIII, сприяв імператор Йосип II, монарх Австрії. Він вважав себе відповідальним за долю католицизму на території своєї держави і абсолютно не прислухався до думки апостольської столиці. Пій VI вирішив особисто поїхати до Відня, щоб підняти там авторитет римського єпископа. Імператор прийняв його з почестями, але не відмовився від своїх реформ. У 1786 році в тосканському місті Пістоя відбувся синод, скликаний єпископом Річчі, прихильником ідей іосифізму і янсенізму. Синод прийняв багато рішень реформаторського характеру, які папа засудив у 1794 році головним чином з тієї причини, що єпископ діяв самовільно, без згоди апостольської столиці. За часів Пія VI відбувся останній поділ Польщі. У цій справі папство 20 років дотримувалося нестійкої і невпевненої політики. У 1791 році Пій VI визнав конституцію 3 травня, але з умовою, що права католицької церкви в Польщі не будуть порушені. У 1795 році папа засудив повстання під проводом Тадеуша Костюшка, а в 1796 році ліквідував нунціатуру у Варшаві.
У 1784 році Папа Пій VI також дозволив перенести мощі римського мученика Святого Парфенія (пом. у 304 році) з Відня до Жовкви (на Львівщині), де вони зберігаються і до цього часу.
29 березня 1790 року Пій VI зібрав кардиналів, щоб обговорити положення у Франції після початку революції. Тоді не було прийнято ніякого рішення. У 1791 році папа засудив зміст революційних декретів. У 1796 році переможний похід Наполеона в Італію розвіяв надії апостольської столиці на допомогу Бурбонів та Австрії. Толентінський трактат (1797) підчинив папську державу владі французької Директорії. Двома роками пізніше за наказом Наполеона генерал Бертьє вивіз Пія VI у Сієну, а потім у фортецю Валанс на Роні, де папа влітку 1799 року і помер. Наступний папа Пій VII перевіз прах Пія VI і поховав його в ґротах Собору Святого Петра.